# Ohbaea balfourii
Ohbaea balfourii là một loài thực vật có hoa trong họ Crassulaceae. Loài này được (Raym.-Hamet) V.V. Byalt & I.V. Sokolova miêu tả khoa học đầu tiên năm 1999.